# اندیس آنومالی شمال آهنگران
آنومالی شمال آهنگران یک اندیس فلزی است که در حوالی شهر بیرجند استان خراسان قرار دارد و مادهٔ معدنی موجود در آن، طلا است.  